# براداتشوو
براداتشوو (به چکی: Bradáčov) یک منطقهٔ مسکونی در جمهوری چک است که در منطقه تابور واقع شده‌است.
 براداتشوو ۴٫۴۷ کیلومتر مربع مساحت و ۷۱ نفر جمعیت دارد و ۶۶۴ متر بالاتر از سطح دریا واقع شده‌است.